# Carpodacus
Carpodacus – rodzaj ptaków z rodziny łuszczakowatych (Fringillidae).

## Występowanie
Rodzaj obejmuje gatunki występujące w Eurazji.

## Morfologia
Długość ciała 12,5–20 cm, masa ciała 16–51 g.

## Systematyka

### Etymologia
Nazwa rodzajowa jest połączeniem słów z języka greckiego: καρπος karpos – „owoc” oraz δακος dakos – „ktoś kto gryzie” (δακνω daknō – „gryźć”).

### Gatunek typowy
Fringilla rosea Pallas

### Podział systematyczny
Do rodzaju należą następujące gatunki:

- Carpodacus synoicus (Temminck, 1825) – dziwonia synajska
- Carpodacus stoliczkae (Hume, 1874) – dziwonia blada
- Carpodacus sillemi Roselaar, 1992 – dziwonia tybetańska
- Carpodacus roborowskii (Przevalski, 1887) – dziwonia jarzębata
- Carpodacus rubicilloides (Przevalski, 1876 – dziwonia ciemnolica
- Carpodacus rubicilla (Güldenstädt, 1775) – dziwonia duża
- Carpodacus sibiricus (Pallas, 1773) – giluszek
- Carpodacus puniceus (Blyth, 1845) – dziwonia czerwonogardła
- Carpodacus subhimachalus (Hodgson, 1836) – dziwonia rododendronowa
- Carpodacus roseus (Pallas, 1773) – dziwonia syberyjska
- Carpodacus trifasciatus Verreaux, 1871 – dziwonia czarnolica
- Carpodacus thura Bonaparte & Schlegel, 1850 – dziwonia smugowana
- Carpodacus dubius Przevalski, 1876 – dziwonia białobrewa
- Carpodacus rhodochlamys (von Brandt, 1843) – dziwonia czerwonawa
- Carpodacus grandis Blyth, 1849 – dziwonia różowolica
- Carpodacus davidianus Milne-Edwards, 1865 – dziwonia różowoczelna
- Carpodacus pulcherrimus (F. Moore, 1856) – dziwonia różana
- Carpodacus waltoni (Sharpe, 1905) – dziwonia liliowa
- Carpodacus edwardsii Verreaux, 1871 – dziwonia różowogardła
- Carpodacus verreauxii (A. David & Oustalet, 1877) – dziwonia chińska
- Carpodacus rodochroa (Vigors, 1831) – dziwonia różowobrewa
- Carpodacus rodopeplus (Vigors, 1831) – dziwonia różowobrzucha
- Carpodacus formosanus Ogilvie-Grant, 1911 – dziwonia tajwańska
- Carpodacus vinaceus Verreaux, 1871 – dziwonia karmazynowa